# Roman Tschabold
Roman Tschabold (* 27. November 1900 in Steffisburg; † 21. September 1990 ebenda) war ein Schweizer Grafiker und Maler, Keramiker und Bildhauer.

## Leben und Werk
Roman Tschabold ging nach einer Töpferlehre und dem Besuch der keramischen Fachschule in Bern ab 1919 in die Malschule von Victor Surbek. Es folgten Studien an der Universität in Bern, Leipzig, Dresden und Berlin. In Dresden kam er mit den Malern der «Brücke». in Kontakt. Tschabold war langjähriges Mitglied der Gesellschaft Schweizerischer Maler und Bildhauer (GSMBA). Er gründete 1958 zusammen mit Etienne Clare, Hans Ittig, Paul Gmünder, Knud Jacobsen und Emil von Gunten die «Galerie Aarequai» in Thun. Die Gruppe hatte regelmässig Kontakt mit Cuno Amiet in Oschwand. Er war ein Vertreter des Schweizer Expressionismus. Neben der Malerei beschäftigte er sich mit der Lithografie, dem Holzschnitt, der Skulptur und der Keramik. Im öffentlichen Raum trat er mit Glasmalerei, Kunst am Bau und Wandbildern in Erscheinung.

## Ausstellungen (Auswahl)
- 1921 bis 1968: Kunsthalle Bern, Weihnachtsausstellungen der GSMBA
- 1962, 1966, 1968, 1970, 1978: Galerie Aarequai, Thun
- 1956, 1958, 1959, 1960, 1970, 1971: Kunstmuseum Thun, Weihnachtsausstellungen[4]
- 1961: Kunstmuseum Braunschweig, Künstler aus Thun
- 1961: Kunstmuseum Thun, Jubiläumsausstellung Roman Tschabold
- 1964: Kunstmuseum Thun, Gruppenausstellung Thuner Kunst im 20. Jahrhundert
- 1980: Sekundarschule Steffisburg, Kunstsammlung der Gemeinde Steffisburg
- 1986: Kunstkommission Steffisburg (mit Mario Tschabold)[5]
- 1987: Doppelausstellung mit Henriette Sechehaye, Galerie Rosengarten, Thun
- 2016: Galerie Rosengarten, Retrospektive Roman Tschabold, Thun[6][7]